# دیژون ۹۳۷۹
سیارک ۹۳۷۹ (به انگلیسی: 9379 Dijon، نامگذاری:1993QH3) نه هزار و سیصد و هفتاد و نهمین سیارک کشف شده‌است که در ۱۸ اوت ۱۹۹۳ کشف شد.
قدر مطلق سیارک برابر ۱۳٫۳۰ است.